# Gönnern
Gönnern (mundartlich Gennern) ist ein Dorf im Hessischen Hinterland und als solches ein Ortsteil der Gemeinde Angelburg im mittelhessischen Landkreis Marburg-Biedenkopf. Er ist mit etwa 1500 Einwohnern der größte der Gemeinde, deren Zentrum und Sitz der der Gemeindeverwaltung.

## Geographie
Gönnern liegt im Tal des Gansbachs, einem Seitenbach der Perf im Gewässersystem der oberen Lahn im Breidenbacher Grund (Gladenbacher Bergland). Der Ort befindet sich etwa 12 Kilometer Luftlinie südlich der Städte Bad Laasphe und Biedenkopf, 15 bis 18 Kilometer nordöstlich von Dillenburg und Herborn, sowie rund 30 Kilometer westlich von Marburg an der Lahn. Im Südwesten grenzt Gönnern an den Kneippkurort Bad Endbach.

## Geschichte

### Ortsgeschichte
Urkundlich wurde Gönnern erstmals im Jahr 1296 als Gindernahe, „Wolfswasser“ erwähnt. In späteren Urkunden als Gindernawe (1351), Gynderna (1365), Gindern (1630), und Gönnre (1677). In Klammern jeweils das Jahr der Erwähnung.
Die Statistisch-topographisch-historische Beschreibung des Großherzogthums Hessen berichtet 1830 über Gönnern:

„Gönnern (L. Bez. Gladenbach) evangel. Filialdorf; liegt 2 1⁄2 St. von Gladenbach, und gehört dem Freiherrn von Breidenstein, hat 70 Häuser und 435 evangelische Einwohner, so wie 1 Kirche und 3 Mahlmühlen, womit 1 Oelmühle verbunden ist. Jährlich werden 2 Märkte gehalten. – Der Ort kommt früher unter dem Namen Ginderna vor. Am 20. Juni 1826 hat hier ein Brand mehrere Gebäulichkeiten in Asche gelegt, wovon die Brandentschädigung 5269 fl. 12 kr. betrug.“

Hessische Gebietsreform (1970–1977)
Zum 1. Juli 1974 wurde im Zuge der Gebietsreform in Hessen kraft Landesgesetz die Gemeinden Angelburg mit Gönnern zu erweiterten Großgemeinde Angelburg zusammengeschlossen, nachdem Gönnern bereits im Vorfeld der Bildung der Gemeinde Angelburg am 1. April 1972 durch den Zusammenschluss der Gemeinden Frechenhausen und Lixfeld eine Beteiligung abgelehnt hatte und eher nach Steffenberg orientiert war. Zuvor, am 16. Dezember 1971, hatte der Kreistag einen freiwilligen Zusammenschluss von Ober- und Niederhörlen, Ober- und Niedereisenhausen sowie Gönnern zu einer erweiterten Großgemeinde Steffenberg abgelehnt. Diese wurde etwa ein halbes Jahr später ohne Beteiligung von Gönnern neu gegründet.

### Verwaltungsgeschichte im Überblick
Die folgende Liste zeigt die Staaten und Verwaltungseinheiten, denen Gönnern angehört(e):

- vor 1567 Heiliges Römisches Reich, Landgrafschaft Hessen, Amt Blankenstein
- ab 1567: Heiliges Römisches Reich, Landgrafschaft Hessen-Marburg, Amt Blankenstein[9]
- 1604–1648: Heiliges Römisches Reich, strittig zwischen Landgrafschaft Hessen-Darmstadt und Landgrafschaft Hessen-Kassel (Hessenkrieg)
- ab 1604: Heiliges Römisches Reich, Landgrafschaft Hessen-Kassel, Amt Blankenstein
- ab 1627: Heiliges Römisches Reich, Landgrafschaft Hessen-Darmstadt, Oberfürstentum Hessen, Amt Blankenstein, Grund Breidenbach (Obergericht; Gericht Lixfeld)[10][11]
- ab 1806: Großherzogtum Hessen,[Anm. 2] Fürstentum Oberhessen, Amt Blankenstein, Grund Breidenbach,  Gericht Lixfeld[12]
- ab 1815: Großherzogtum Hessen, Provinz Oberhessen, Amt Blankenstein[13]
- ab 1821: Großherzogtum Hessen, Provinz Oberhessen, Landratsbezirk Gladenbach[Anm. 3]
- ab 1832: Großherzogtum Hessen, Provinz Oberhessen, Kreis Biedenkopf
- ab 1848: Großherzogtum Hessen, Regierungsbezirk Biedenkopf
- ab 1852: Großherzogtum Hessen, Provinz Oberhessen, Kreis Biedenkopf
- ab 1867: Königreich Preußen,[Anm. 4] Provinz Hessen-Nassau, Regierungsbezirk Wiesbaden, Kreis Biedenkopf (übergangsweise Hinterlandkreis)[11]
- ab 1871: Deutsches Reich, Königreich Preußen, Provinz Hessen-Nassau, Regierungsbezirk Wiesbaden, Kreis Biedenkopf
- ab 1918: Deutsches Reich (Weimarer Republik), Freistaat Preußen, Provinz Hessen-Nassau, Regierungsbezirk Wiesbaden, Kreis Biedenkopf
- ab 1932: Deutsches Reich, Freistaat Preußen, Provinz Hessen-Nassau, Regierungsbezirk Wiesbaden, Kreis Dillenburg
- ab 1933: Deutsches Reich, Freistaat Preußen, Provinz Hessen-Nassau, Regierungsbezirk Wiesbaden, Kreis Biedenkopf
- ab 1944: Deutsches Reich, Freistaat Preußen, Provinz Nassau, Landkreis Biedenkopf
- ab 1945: Amerikanische Besatzungszone,[Anm. 5] Groß-Hessen, Regierungsbezirk Wiesbaden, Landkreis Biedenkopf
- ab 1946: Amerikanische Besatzungszone, Hessen, Regierungsbezirk Wiesbaden, Landkreis Biedenkopf
- ab 1949: Bundesrepublik Deutschland, Hessen, Regierungsbezirk Wiesbaden, Landkreis Biedenkopf
- ab 1968: Bundesrepublik Deutschland, Hessen, Regierungsbezirk Darmstadt, Landkreis Biedenkopf
- ab 1974: Bundesrepublik Deutschland, Hessen, Regierungsbezirk Kassel, Landkreis Marburg-Biedenkopf, Gemeinde Angelburg[14]
- ab 1981: Bundesrepublik Deutschland, Hessen, Regierungsbezirk Gießen,  Landkreis Marburg-Biedenkopf, Gemeinde Angelburg

## Bevölkerung

### Einwohnerentwicklung
Quelle: Historisches Ortslexikon
| • 1577: | 048 Hausgesesse                                                              |
| • 1630: | 040 Hausgesesse (9 zweispännige, 23 einspännige Ackerländer, 8 Einläuftige). |
| • 1677: | 028 Männer, 3 Witwen, 6 Jungmannschaften, 8 ledige Mannschaften.             |
| • 1742: | 051 Haushalte                                                                |
| • 1791: | 308 Einwohner                                                                |
| • 1800: | 284 Einwohner                                                                |
| • 1806: | 329 Einwohner, 61 Häuser                                                     |
| • 1829: | 435 Einwohner, 70 Häuser                                                     |

| Gönnern: Einwohnerzahlen von 1791 bis 2011 | Gönnern: Einwohnerzahlen von 1791 bis 2011 | Gönnern: Einwohnerzahlen von 1791 bis 2011 | Gönnern: Einwohnerzahlen von 1791 bis 2011 | Gönnern: Einwohnerzahlen von 1791 bis 2011 |
| --- | ------------------------------------------ | ------------------------------------------ | ------------------------------------------ | ------------------------------------------ |
| Jahr |                                            |                                            |                                            | Einwohner                                  |
| 1791 | 1791                                       |                                            | 308                                        | 308                                        |
| 1800 | 1800                                       |                                            | 284                                        | 284                                        |
| 1806 | 1806                                       |                                            | 329                                        | 329                                        |
| 1829 | 1829                                       |                                            | 435                                        | 435                                        |
| 1834 | 1834                                       |                                            | 511                                        | 511                                        |
| 1840 | 1840                                       |                                            | 537                                        | 537                                        |
| 1846 | 1846                                       |                                            | 531                                        | 531                                        |
| 1852 | 1852                                       |                                            | 501                                        | 501                                        |
| 1858 | 1858                                       |                                            | 481                                        | 481                                        |
| 1864 | 1864                                       |                                            | 447                                        | 447                                        |
| 1871 | 1871                                       |                                            | 426                                        | 426                                        |
| 1875 | 1875                                       |                                            | 472                                        | 472                                        |
| 1885 | 1885                                       |                                            | 478                                        | 478                                        |
| 1895 | 1895                                       |                                            | 499                                        | 499                                        |
| 1905 | 1905                                       |                                            | 521                                        | 521                                        |
| 1910 | 1910                                       |                                            | 648                                        | 648                                        |
| 1925 | 1925                                       |                                            | 720                                        | 720                                        |
| 1939 | 1939                                       |                                            | 776                                        | 776                                        |
| 1946 | 1946                                       |                                            | 1.210                                      | 1.210                                      |
| 1950 | 1950                                       |                                            | 1.254                                      | 1.254                                      |
| 1956 | 1956                                       |                                            | 1.251                                      | 1.251                                      |
| 1961 | 1961                                       |                                            | 1.264                                      | 1.264                                      |
| 1967 | 1967                                       |                                            | 1.360                                      | 1.360                                      |
| 1980 | 1980                                       |                                            | ?                                          | ?                                          |
| 1990 | 1990                                       |                                            | ?                                          | ?                                          |
| 2000 | 2000                                       |                                            | ?                                          | ?                                          |
| 2011 | 2011                                       |                                            | 1.479                                      | 1.479                                      |
| Datenquelle: Historisches Gemeindeverzeichnis für Hessen: Die Bevölkerung der Gemeinden 1834 bis 1967. Wiesbaden: Hessisches Statistisches Landesamt, 1968. Weitere Quellen: ; Zensus 2011 |                                            |                                            |                                            |                                            |

### Historische Religionszugehörigkeit
Quelle: Historisches Ortslexikon
| • 1830: | 435 evangelische Einwohner                                                  |
| • 1885: | 448 evangelische, keine katholischen und 30 andere Christen                 |
| • 1961: | 977 evangelische (= 77,29 %), 187 römisch-katholische (= 14,79 %) Einwohner |

### Historische Erwerbstätigkeit
Quelle: Historisches Ortslexikon
| • 1867: | Erwerbspersonen: 235 Landwirtschaft, 5 Forstwirtschaft, 47 Gewerbe und Industrie, 6 Verkehr, 1 Gesundheitspflege, 1 Erziehung und Unterricht, 3 Gemeindeverwaltung. |
| • 1961: | Erwerbspersonen: 149 Land- und Forstwirtschaft, 276 produzierendes Gewerbe, 94 Handel und Verkehr, 66 Dienstleistungen und Sonstiges.                               |

## Politik

### Ortsbeirat
- SPD: 1
- BGL/FWG: 2
- CDU: 2

Gönnern verfügt als Ortsbezirk über einen Ortsbeirat, bestehend aus fünf Mitgliedern, dessen Vorsitzender ein Ortsvorsteher ist.

### Wappen
Am 15. Juni 1956 genehmigte der Hessische Minister des Innern das Wappen mit folgender Beschreibung:
| Wappen von Gönnern | Blasonierung: „Im schräg links geteilten Schild oben in Blau ein silberner Löwenkopf mit zwei roten Streifen, unten in Silber ein roter Flügel.“ |
| Wappen von Gönnern | |

## Kultur und Sehenswürdigkeiten

### Bauwerke

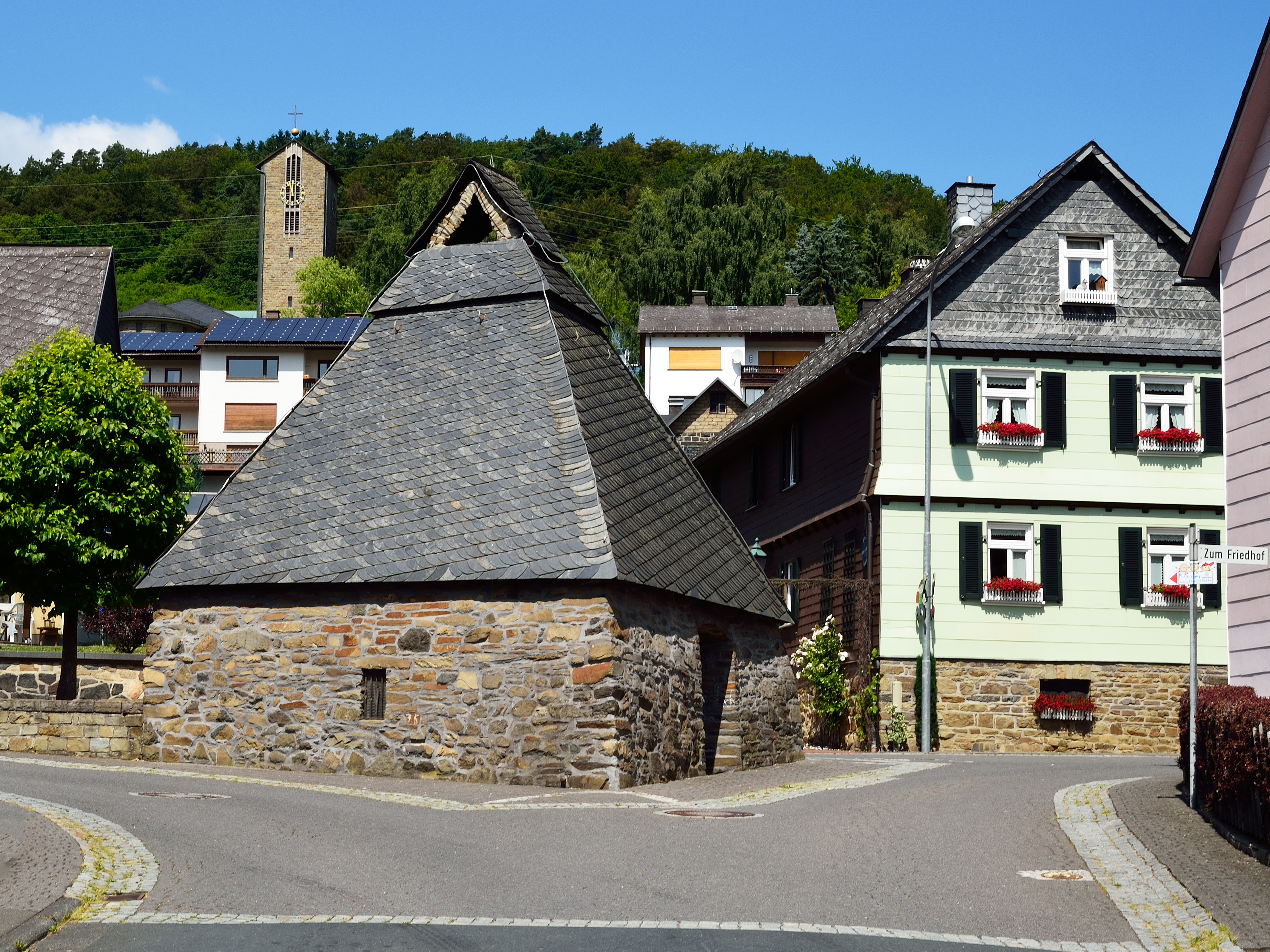
Backhaus

Im Ortskern an der alten Hauptstraße befindet sich ein für Hessen seltenes kulturhistorisches Bauwerk, das 1712 aus Stein in Pyramidenform errichtete alte Backhaus.
Sehenswert sind auch die vorbildlich restaurierte Alte Schule (spätere Bürgermeisterei) und die Rots-Villa, ein mit Kratzputz reich verzierter Fachwerkbau.
Viele historische Kleinodien und Baudenkmale fielen in den 1960er Jahren der Spitzhacke zum Opfer: das Hirtenhaus, die Assmanns-Mühle und die 1340 erbaute Wehrkirche (Abriss 1959).

### Sport
International sportlich bekannt wurde Gönnern durch den Tischtennis-Bundesligisten und zweimaligen Championsleague-Gewinner TTV Gönnern. Bekannteste Spieler des Vereins waren Timo Boll und Jörg Roßkopf.

## Wirtschaft und Infrastruktur

### Wirtschaftsstruktur
Die hügelige und waldreiche Umgebung des Ortes (mittlere Höhe 400 Meter über NN) erlaubt keine Landwirtschaft mit hohen Erträgen. Viehzucht, Forstwirtschaft und steinverarbeitendes Handwerk (Diabas), sowie Handwerksbetriebe der Metallverarbeitung und des Bauhandwerks bilden die Grundlage der heimischen Wirtschaft.
Eine regionalgeschichtliche Besonderheit ist der jährlich im Februar stattfindende Wintermarkt, ein Kram- und ehemaliger Viehmarkt in der Hauptstraße, der Gönnern einst als Marktflecken im Breidenbacher Grund auswies.

### Verkehr
Gönnern liegt, wie die anderen Ortsteile der Gemeinde Angelburg, Lixfeld und Frechenhausen, an der Scheldetalbahn Dillenburg–Wallau–Biedenkopf, die 1911/12 erbaut und 1987 stillgelegt wurde. Wenige Jahre danach wurde der gesamte Gleiskörper der Strecke abgebaut und verschrottet, Gleisdämme und Viadukte dem Zerfall preisgegeben oder eingeebnet. Heute wird der öffentliche Nahverkehr mit Bussen über die Schelde-Lahn-Straße betrieben.

## Trivia
Weil das Eisenbahnerdorf Gönnern als Betriebsmittelpunkt der Scheldetalbahn außerhalb der Region nahezu unbekannt war, benannte Hermann Müller, einer der Söhne des Bauunternehmers Jacob Müller, die Scheldetalbahn (Wallau–Gönnern–Dillenburg) einfach um. Auf die Frage, wo Gönnern, der Stammsitz der Firma Müller-Gönnern, liege, antwortete er schlagfertig: „An der Strecke Hamburg–Gönnern–Genua“. Dieser Ausdruck ist inzwischen zu einem geflügelten Wort geworden und wird überregional gebraucht.

## Söhne und Töchter des Ortes
- Günter Debus (1939–2022), Psychologe
- Hülya Deyneli (* 1978), deutsche Fernsehmoderatorin und Journalistin
- Paddy Kroetz (* 1978), Reporter und Fernsehmoderator